# ذيفان بي للمطثية العسيرة
ذيفان بي للمطثية العسيرة هو ذيفان تنتجه بكتيريا المطثية العسيرة التي تنتج نوعين أساسيين من الذيفانات الفعالة والقاتلة وهي ذيفان معوي هو (ذيفان أ) وذيفان خلوي هو ذيفان ب وهو هذا البروتين الذي تتحدث عنه هذه المقالة.